# フランシス・バーチ

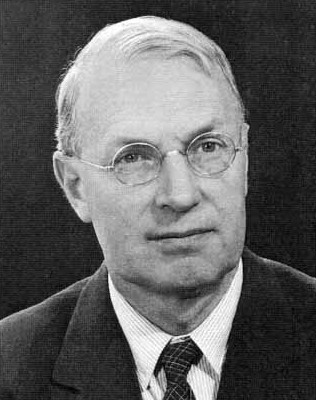
Albert Francis Birch

アルバート・フランシス・バーチ（Albert Francis Birch, 1903年8月22日 - 1992年1月30日）はアメリカ合衆国の地球科学者である。地球内部の構造の研究、そして広島市に投下された原子爆弾リトルボーイの開発で知られる。

## 生涯
ワシントンD.C.で生まれ、メリーランド州で育った。1920年にハーバード大学で主に電気工学を学び、2年ほどニューヨークの電話会社で働いた。1926年から2年間、フランスのストラスブール大学の物理学研究所に留学する機会を得て、Pierre Weissのもとで材料の磁気的性質の研究を行った。
帰国後、ハーバード大学のパーシー・ブリッジマンの高圧研究室で研究を行い、1932年に博士号を取得した。この間、地質学者Reginald A. Dalyと知り合い、火成岩の起源や地球内部の構造を解明するために、地球内部でおきている高温高圧化での岩石の弾性や熱伝導などの物理的性質や、化学的性質を実験的に求める研究を行った。
太平洋戦争勃発後の1942年、マサチューセッツ工科大学電波研究所へ派遣されて近接信管の開発に従事。1943年に海軍少佐としてアメリカ海軍艦船局へ転勤。さらにマンハッタン計画発足後にロスアラモス研究所へ転勤し、ウィリアム・スターリング・パーソンズ指揮の下でガンバレル型の原子爆弾を開発。リトルボーイの広島への投下に当たり、テニアン島で管理と組み立てを行った。この功績により、1945年にレジオン・オブ・メリットを授与される。
終戦後はハーバード大学に戻り、1952年にマントルがケイ酸塩鉱物が主成分で、薄い遷移層で区分されるマントル上部とマントル下部で組成が異なることなどを示した研究結果を発表した。
高圧下におかれた物質の密度を推定する際に用いられるバーチ・マーナガンの状態方程式などで知られる。
1964年にアメリカ地質学会の会長を務めた。アメリカ地質学連合は1992年からフランシス・バーチ講師職(Francis Birch Lectureships)を設けて、地殻構造物理学 (Tectonophysics)の分野の研究者を顕彰している。 

## 受賞歴
- 1950年: アーサー・L・デイ・メダル（アメリカ地質学会）
- 1960年: ウィリアム・ボウイ・メダル（アメリカ地質学連合）
- 1960年: ヴェトレーセン賞 (Vetlesen Prize)
- 1968年: アメリカ国家科学賞
- 1969年: ペンローズ・メダル（アメリカ地質学会）
- 1973年: 王立天文学会ゴールドメダル（王立天文学会）